# Wallis & Edward
Wallis & Edward (también conocida como Her Royal Affair «Su asunto real») (en castellano: Wallis y Eduardo), es una película británica de 2005; hecha para la televisión, donde se dramatizan los acontecimientos de la crisis por la abdicación de Eduardo VIII. Fue descrita como la primera que cuenta con un guion del romance entre Wallis Simpson y Eduardo VIII del Reino Unido para ver los eventos desde el punto de Wallis Simpson. Joely Richardson interpretó a Wallis, y Stephen Campbell Moore, al rey Eduardo. Es comparable a Bertie and Elizabeth de 2002, que abarca acerca de la misma materia en un estilo similar, pero desde el punto de vista del hermano de Eduardo, Jorge y su cuñada, Isabel.

## Argumento
En 1936, Eduardo VIII abdicó para casarse con la mujer que amaba, Wallis Simpson; una estadounidense dos veces divorciada. El drama sigue al comienzo de su romance mientras Edward era el príncipe de Gales y Wallis aún estaba casada con Ernest Simpson.

## Elenco
- Joely Richardson - Wallis Simpson
- Stephen Campbell Moore - Eduardo VIII
- David Westhead - Ernest, segundo esposo de Wallis
- Richard Johnson - primer ministro Stanley Baldwin
- Clifford Rose - Jorge V
- Lisa Kay - Mary Raffray
- Helena Michell - Thelma Furness
- Simon Hepworth - Perry Brownlow
- Bill Champion - Bertie
- Monica Dolan - Isabel
- Debora Weston - Kitty Rogers
- Mykolas Dorofejus - Herman Rogers
- Margaret Tyzack - Reina María
- Miriam Margolyes - Aunt Bessie
- David Calder - Winston Churchill